# Ossermeer

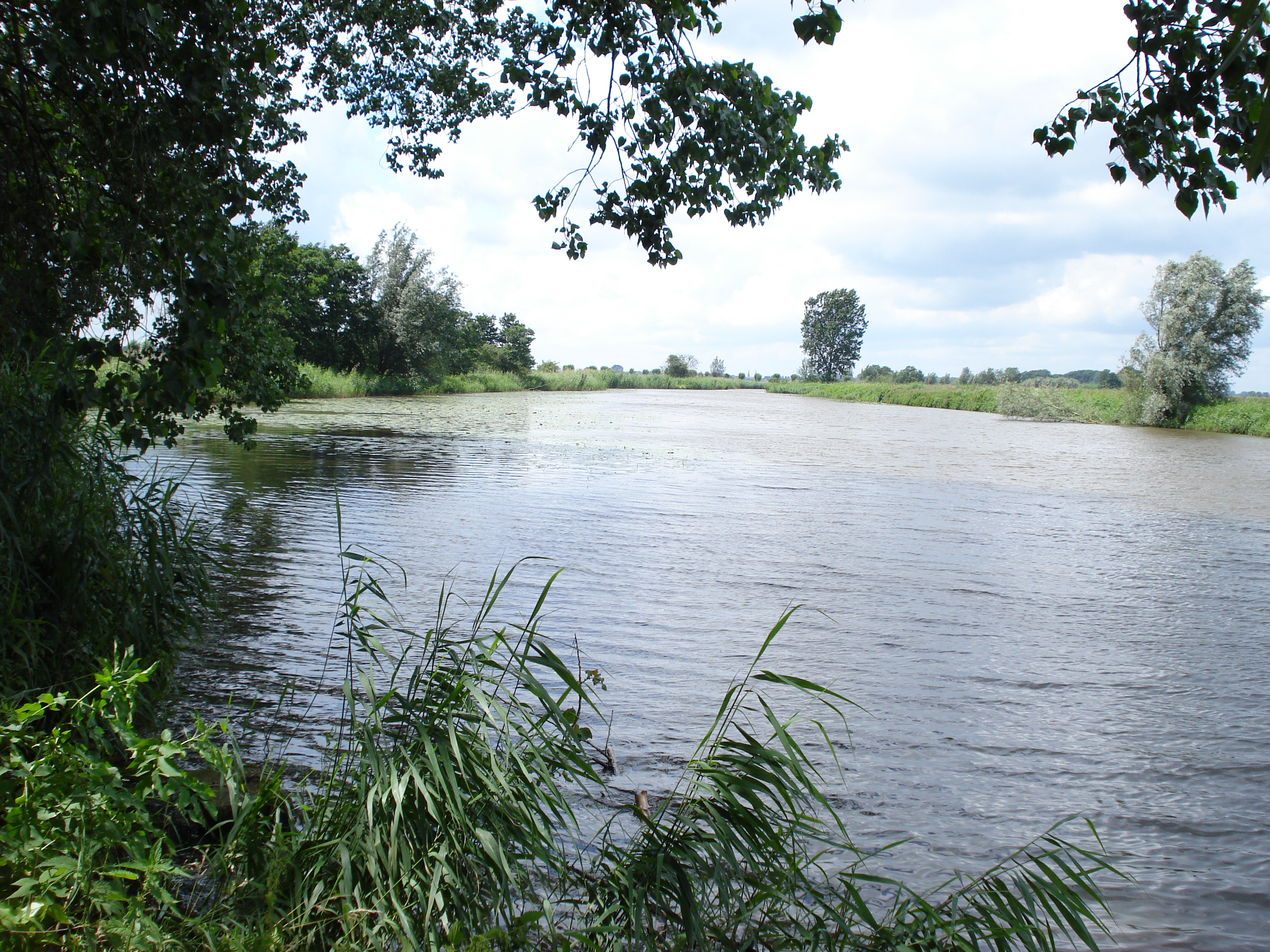
Ossermeer

Het Ossermeer of Osscher Meer is een langgerekt natuurgebied van 19 ha tussen Macharen en Oss.
Het Ossermeer is eigendom van de gemeente Oss.
Het gebied bestaat uit een meer dat feitelijk een verbreding is van de Hertogswetering, terwijl daarnaast moerassige rietlanden en hooilanden met knotwilgen gelegen zijn. Ook zijn er grienden. Het meer is een overblijfsel van een oude Maasloop, ontstaan toen de bedijking na 1280 een aanvang nam, waarbij de Maasdijk een noordelijker gelegen rivierarm omsloot. Er bleef een krekengebied over dat als afwateringsloop gebruikt werd en onder Hertog Jan II van Brabant min of meer gekanaliseerd werd.
Aangezien het gebied ook in de Traverse van de Beerse Overlaat lag kwamen er regelmatig grote hoeveelheden water door het gebied. Daarom werd ten zuiden van de Ossermeer de Meerdijk aangelegd, waarvan omstreeks 1740 als melding wordt gemaakt. Bij hoge waterstanden probeerden soms de bewoners van de noordelijk gelegen gebieden deze dijk door te steken om hun eigen woonplaats te vrijwaren van overstroming. Daarom moest de dijk in zulke situaties bewaakt worden.
In het gebied zijn Romeinse munten gevonden en ook de restanten van een boot.

## Trivia
In de jaren 30 van de 20e eeuw heeft de gemeente Oss nog een openluchtzwembad aangelegd, dat echter gesloten werd toen in Oss een Combibad gereedkwam. Vanzelfsprekend waarschuwde de pastoor zeer ernstig tegen de zedenverwildering die daaruit, en in het bijzonder uit het gemengd zwemmen, zou voortvloeien en sprak daarbij de gedenkwaardige woorden: Macharen, Macharen, gij zijt nog zedenlozer dan Parijs!